# احمد راضی
احمد راضی (عربی: أحمد راضي هميش الصالحي؛ زادهٔ ۲۱ آوریل ۱۹۶۴ – درگذشته ۲۱ ژوئن ۲۰۲۰) بازیکن فوتبال و سیاست‌مدار اهل عراق بود.
او تقریباً دو دهه در تیم ملی فوتبال عراق بازی کرده است. در تاریخ ۲۱ ژوئن ۲۰۲۰ به علت ابتلا به بیماری کرونا درگذشت. او به خاطر ظاهر خوب ، شخصیت کاریزماتیک و مهارت های باورنکردنی شناخته شده بود و هنوز هم به عنوان یکی از بهترین بازیکنان فوتبال عراق در تمام دوران شناخته می شود.
راضی تنها گل عراق در جام جهانی فیفا را در نسخه جام جهانی فوتبال ۱۹۸۶ خود به ثمر رساند ، شوت کم به کرنر تور مقابل تیم ملی فوتبال بلژیک در شکست 2-1.
او به عنوان مهاجم تیم ملی عراق از سال ۱۹۸۳ تا ۱۹۹۷ ، شصت و دو گل به ثمر رساند.